# ألفرد تشابيرت
ألفرد تشابيرت (بالفرنسية: Alfred Chabert)‏ هو جراح وعالم نبات فرنسي، ولد في 1836، وتوفي في 1916.